# Zemětřesení v Myanmaru 2016
Zemětřesení v Myanmaru 2016 bylo zemětřesení, ke kterému došlo v Myanmaru 24. srpna 2016 ve 12:34 místního času.
Zemětřesení mělo sílu 6,8 Richterovy stupnice, mělo max. intenzitu VI (silné) na Mercalliho stupnici a jeho hypocentrum bylo v hloubce 84 kilometrů. Zemětřesení bylo v řídce osídlené oblasti na západ od středu Myanmaru a 25 kilometrů od města Chauk. Zemětřesení se projevilo i v Bangladéši, Indii a Thajsku. Zemřeli 4 lidé, 20 lidí se zranilo a byly silně poškozeny památky v Myanmaru.
Již předtím, 13. dubna 2016, došlo v Myanmaru k silnému otřesu. Zemřeli 2 lidé. Zemětřesení bylo však na rozdíl od srpnového zemětřesení více na sever.

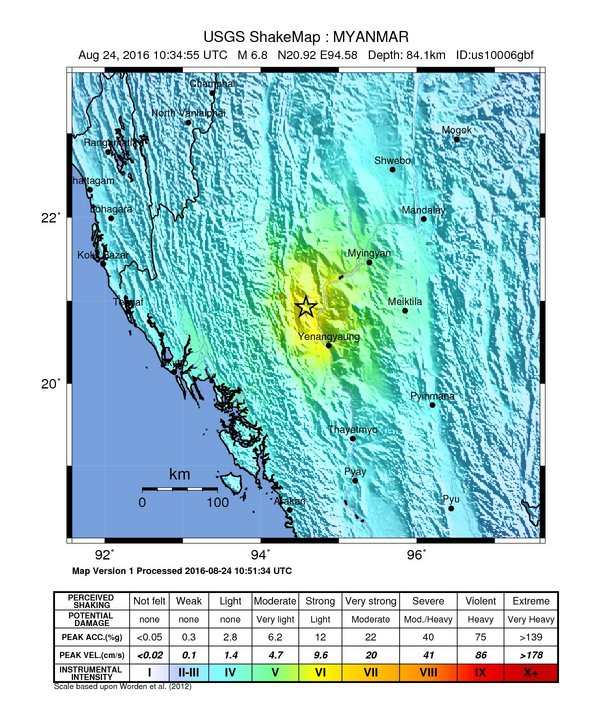
Mapka síly zemětřesení v Myanmaru 2016

== Externí odkazy ==
- Obrázky, zvuky či videa k tématu Zemětřesení v Myanmaru 2016 na Wikimedia Commons